# Ligue 1 2023-2024 (Guinea)
La Ligue 1 2023-2024 è stata la 58ª edizione della massima divisione del campionato guineano di calcio. Il campionato è iniziato il 22 novembre 2023 ed è terminato il 9 luglio 2024.
L'Hafia era la squadra campione in carica, avendo vinto il suo sedicesimo titolo nazionale nella stagione 2022-2023. Il campionato è stato vinto dal Milo, al suo primo titolo nazionale.

## Stagione

### Novità
Al termine della scorsa stagione sono state retrocesse in Ligue 2 Fello Star e Satellite, ultime due classificate del campionato. Al loro posto sono state promosse Gangan e Loubha Télimélé, prime due classificate della Ligue 2.

### Formula
Le 14 squadre partecipanti giocano un girone all'italiana con partite di andata e ritorno, per un totale di 26 giornate. Al termine della stagione, la prima classificata è campione di Guinea e si qualifica per la CAF Champions League 2024-2025 insieme con la seconda classificata, mentre la terza classificata si qualifica per la Coppa della Confederazione CAF 2024-2025. Le ultime due classificate vengono invece retrocesse in Ligue 2.

## Squadre partecipanti
| Squadra             | Città     | Stagione precedente |
| ------------------- | --------- | ------------------- |
| Académie SOAR       | Coyah     | 4° in Ligue 1       |
| Ashanti Golden Boys | Siguiri   | 11° in Ligue 1      |
| Flamme Olympique    | Conakry   | 6° in Ligue 1       |
| Gangan              | Kindia    | Ligue 2             |
| Hafia               | Conakry   | Campione di Guinea  |
| Horoya              | Conakry   | 2° in Ligue 1       |
| Kamsar              | Kamsar    | 5° in Ligue 1       |
| Kaloum Star         | Conakry   | 10° in Ligue 1      |
| Loubha Télimélé     | Télimélé  | Ligue 2             |
| Milo                | Kankan    | 3° in Ligue 1       |
| Mineurs             | Sangarédi | 8° in Ligue 1       |
| Renaissance         | Conakry   | 7° in Ligue 1       |
| Séquence            | Dixinn    | 12° in Ligue 1      |
| Wakriya             | Sangarédi | 9° in Ligue 1       |

## Classifica
|                   | Pos. | Squadra             | Pt | G  | V  | N  | P  | GF | GS | DR  |
| ----------------- | ---- | ------------------- | -- | -- | -- | -- | -- | -- | -- | --- |
| Guinea (bandiera) | 1.   | Milo                | 53 | 26 | 16 | 5  | 5  | 45 | 28 | +17 |
|                   | 2.   | Hafia               | 48 | 26 | 14 | 6  | 6  | 49 | 31 | +18 |
|                   | 3.   | Mineurs             | 44 | 26 | 12 | 8  | 6  | 42 | 27 | +15 |
|                   | 4.   | Kaloum Star         | 43 | 26 | 12 | 7  | 7  | 31 | 29 | +2  |
|                   | 5.   | Kamsar              | 39 | 26 | 11 | 6  | 9  | 42 | 35 | +7  |
|                   | 6.   | Horoya              | 37 | 26 | 10 | 7  | 9  | 25 | 20 | +5  |
|                   | 7.   | Ashanti Golden Boys | 33 | 26 | 8  | 9  | 9  | 26 | 27 | -1  |
|                   | 8.   | Flamme Olympique    | 32 | 26 | 7  | 11 | 8  | 24 | 27 | -3  |
|                   | 9.   | Wakriya             | 31 | 26 | 8  | 7  | 11 | 28 | 32 | -4  |
|                   | 10.  | Loubha              | 30 | 26 | 9  | 3  | 14 | 26 | 34 | -8  |
|                   | 11.  | Renaissance         | 30 | 26 | 7  | 9  | 10 | 19 | 27 | -8  |
|                   | 12.  | Académie SOAR       | 28 | 26 | 7  | 7  | 12 | 20 | 29 | -9  |
|                   | 13.  | Séquence            | 27 | 26 | 7  | 6  | 13 | 26 | 35 | -9  |
|                   | 14.  | Gangan              | 23 | 26 | 6  | 5  | 15 | 15 | 37 | -22 |

Legenda
      Campione di Guinea e ammessa alla CAF Champions League 2024-2025.
      Qualificata per la CAF Champions League 2024-2025
      Ammessa alla Coppa della Confederazione CAF 2024-2025.
      Retrocessa in Ligue 2 2024-2025.
Note:
Tre punti a vittoria, uno a pareggio, zero a sconfitta.